# Klättersele

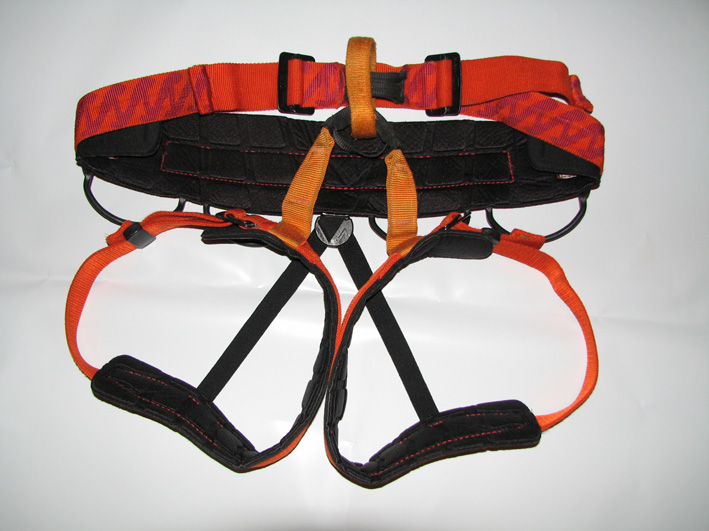
Exempel på sittsele

En klättersele, vanligtvis även kallad sele är en utrustning som används vid olika typer av klättring, firning eller andra aktiviteter som kräver användning av rep för att möjliggöra åtkomst eller för att ge säkerhet. En sele används för att säkra en person till en ände av ett rep eller en förankringspunkt.
I dess enklaste form kan en sele bestå av ett stycke rep eller tygstycke knuten runt höften. Mer utvecklade selar finns utformade i olika slag, med hänsyn till komfort, säkerhet och möjlighet att bära med sig verktyg. Bland de populäraste handknutna selarna finns Swiss Seat och Studebaker Wrap.

## Olika typer av selar
Det finns ett antal olika typer av selar. De fördelas vanligtvis på tre huvudtyper

### Sittsele
Den vanligaste selen är en sittsele och består av ett bälte runt höften som är ihopsatt med två slingor för vardera ben. Bältet runt midjan och de runt benen är vanligtvis sammanbundna med en permanent slinga som kallas belay loop.

### Bröstsele
En bröstsele bärs runt axlarna, vanligtvis i samband med en sittsele för att medföra ytterligare fästpunkter högre upp på kroppen. Detta medför till bättre balans i vissa situationer, exempelvis när användare bär tyngre packning eller när användaren på grund av skada inte har möjlighet att hålla kroppen upprätt.

### Fullkroppssele
En fullkroppssele är en kombination av sittsele och bröstsele som är permanent kopplade till varandra. En sådan sele erbjuder vanligtvis fler fästpunkter. De används vanligtvis inom industrin eller vid räddningspådrag. De används även av barn vid klättring istället för en sittsele.

## Tillverkare
Det finns ett antal företag som tillverkar och säljer klätterutrustning för såväl sportklättring, bergsklättring samt isklättring. Nedan listan några företag. 
- Arc'teryx
- Black Diamond Equipment
- Blue Water
- C.A.M.P.
- DMM
- Edelweiss
- Mad Rock
- Mammut
- Metolius
- Misty Mountain
- Petzl
- Singing Rock
- Wild Country
- Yates